# Tapis (poker)
Pour les articles homonymes, voir Tapis (homonymie).

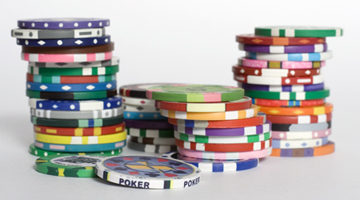
Des jetons de poker.

Au poker, le tapis (ou stack en anglais) est l'ensemble des jetons d'un joueur utilisé pour miser.

## Règles sur le tapis
Le tapis d'un joueur doit être bien en évidence des autres joueurs, et chaque joueur est en droit de demander, à un autre, à tout moment, la valeur totale des jetons de son tapis.

## « Faire tapis »
Lorsqu’un joueur « fait tapis » cela veut dire qu’il mise l’ensemble des jetons qu’il lui reste, on dit aussi qu’il est all-in (de l’anglais, qui peut se traduire par « tout mettre » ou « je mets tout »).
Le all-in met directement le joueur « en danger » car s'il perd ce coup, il perd tout ses jetons (ce qui est synonyme d'élimination dans un tournoi ou dans un sit-and-go sans recave possible).
Lorsqu'un joueur fait tapis, les autres joueurs ont les mêmes options de jeu que s'il s'agissait d'une mise classique. Ils peuvent :
- soit se coucher et quitter le coup ;
- soit payer le tapis (miser le total de vos jetons) par exemple le joueur qui pose le tapis qui a 1 000 jetons même si le joueur adverse a un nombre de jetons supérieur à son adversaire, il doit miser la totalité de ses jetons, s'ils veulent rester dans le coup ;
- soit sur-relancer, dans le cas où d'autres joueurs ayant des tapis supérieurs sont encore dans le coup.